# USA ’92 – Live
USA '92 – Live – koncertowy bootleg zespołu TSA wydany w marcu 1993 roku  przez Silverton tylko na kasecie magnetofonowej. Koncert ten został zarejestrowany w „Cricket Club” w New Jersey. Nakład wynosił 3000 egzemplarzy.

## Lista utworów

### Strona A
1. "Alien" – 4:50
2. "Bez podtekstów" – 3:16
3. "Wpadka" – 2:44
4. "... 51" – 6:06

### Strona B
1. "Ona to lubi" – 2:48
2. "... 52 dla przyjaciół" – 3:22
3. "Kocica" – 8:46
4. "Trzy zapałki" – 5:22

## Twórcy
- Marek Piekarczyk – wokal
- Andrzej Nowak – gitara
- Paweł Stompór – gitara
- Andrzej Walczak – gitara basowa
- Dariusz Biłyk – perkusja